# Tito Tarchini
Tito Tarchini (* 5. November 1989 in Lugano) ist ein Schweizer Fussballspieler. Er steht beim FC Mendrisio in der fünftklassigen 2. Liga interregional unter Vertrag.

## Karriere

### Verein
Tarchini begann seine Laufbahn in seiner Heimatstadt beim FC Lugano, bei dem er im Sommer 2006 ins Kader der ersten Mannschaft befördert wurde. In seiner ersten Saison im Herrenbereich absolvierte er 20 Spiele in der zweitklassigen Challenge League und erzielte dabei ein Tor. In der folgenden Spielzeit spielte er neunmal in der Challenge League und schoss dabei ebenfalls ein Tor. Im Sommer 2008 wechselte er zum FC Zürich, bei dem er zunächst in der zweiten Mannschaft zum Einsatz kam. Im Oktober 2008 debütierte er schliesslich für das Profiteam in der erstklassigen Super League. Bis Saisonende spielte er insgesamt zwei Mal für den FCZ in der höchsten Schweizer Spielklasse und fungierte zudem als Leistungsträger der Reservemannschaft. Das Profiteam wurde schlussendlich Schweizer Meister. In der folgenden Spielzeit wurde der Tessiner einmal in der Super League eingesetzt, bevor er Anfang 2010 an den Yverdon-Sport FC in die Challenge League ausgeliehen wurde. Bis Saisonende bestritt er neun Partien für Yverdon in der zweiten Schweizer Liga und schoss dabei ein Tor. Im Sommer 2010 kehrte er auf Leihbasis ins Tessin zum FC Chiasso zurück. In seiner ersten Spielzeit in Chiasso kam er zu 24 Einsätzen in der Challenge League, wobei er fünf Tore erzielte. Im Sommer 2011 wurde er von den Südtessinern fest verpflichtet. In der nächsten Saison 2011/12 absolvierte der Mittelfeldspieler 18 Ligaspiele, in denen er zweimal traf. 2012/13 folgten 23 Ligapartien für die Rot-Blauen, wobei Tarchini ein Tor schoss. In der folgenden Spielzeit spielte er 20-mal in der zweithöchsten Schweizer Spielklasse. Im Sommer 2014 unterschrieb er einen Vertrag beim Kantonsrivalen AC Bellinzona in der sechstklassigen 2. Liga. Die AC Bellinzona hatte zuvor wegen finanziellen Problemen in die sechsthöchste Schweizer Liga absteigen müssen. Tarchini stieg am Saisonende mit der Mannschaft in die 2. Liga interregional auf. In der Saison 2015/16 kam der Mannschaftskapitän zu 21 Einsätzen in der fünften Liga, wobei er zwei Treffer erzielte. Die AC Bellinzona stieg schlussendlich in die 1. Liga auf. In der nächsten Spielzeit bestritt Tarchini 18 Spiele in der vierthöchsten Liga und traf dabei einmal. 2017/18 spielte er ebenfalls 18-mal in der Liga und schoss dabei ein Tor. In den folgenden Play-offs gewann man die Finalrunde gegen den FC Red Star Zürich und erreichte somit den dritten Aufstieg in vier Spielzeiten. In der Saison 2018/19 kam Tarchini zu 21 Einsätzen in der drittklassigen Promotion League. Im Sommer 2019 wechselte Tarchini in die 2. Liga interregional zum FC Mendrisio. Bis Saisonende absolvierte er 14 Spiele in der fünften Schweizer Liga, bevor die Spielzeit aufgrund der COVID-19-Pandemie abgebrochen wurde. In der ebenfalls COVID-bedingt vorzeitig beendeten Saison 2020/21 wurde er siebenmal eingesetzt.

### Nationalmannschaft
Tarchini durchlief ab 2005 fünf Schweizer U-Nationalmannschaften.

## Erfolge
FC Zürich
- Schweizer Meister: 2009